# Schweinsbergsiedlung
Die Schweinsbergsiedlung (auch Muna-Siedlung und Muni-Siedlung genannt) ist ein abgegangener Wohnplatz nahe dem Schweinsberg bei Heilbronn (Baden-Württemberg). Die Siedlung entstand 1945 aufgrund der Wohnungsnot der nach dem Luftangriff auf Heilbronn am 4. Dezember 1944 zerstörten Stadt durch den Umbau von ehemaligen Munitionsschuppen zu Wohngebäuden. Die Siedlung wurde 1971 aufgegeben und alle Gebäude abgerissen. Die ehemalige Siedlungsfläche wird inzwischen waldwirtschaftlich genutzt.

## Geographische Lage
Der Ort der ehemaligen Schweinsbergsiedlung liegt in den Heilbronner Bergen 3,3 km südsüdöstlich der Heilbronner Innenstadt, 800 m nordwestlich des Schweinsberggipfels (372,8 m ü. NHN) auf maximal etwa 315 m Höhe. Nordwestlich und westlich liegen die Ludwigsschanzen, südöstlich befinden sich zwei Grabhügel und östlich das Gelände eines ehemaligen Schießstandes. Etwas südwestlich vorbei führt die Landesstraße 1111 (Heilbronn–Donnbronn) und östlich im Wald der Schweinsbergweg, der den Gaffenberg im Norden mit dem Schweinsberg im Süden verbindet.

## Geschichte
Nach dem Luftangriff auf Heilbronn vom 4. Dezember 1944 herrschte in der kriegszerstörten Stadt Heilbronn große Wohnungsnot. Unmittelbar nach Kriegsende bestand eine der größten Aufgaben des von der amerikanischen Besatzungsmacht eingesetzten Bürgermeisters Emil Beutinger in der Schaffung von Wohnraum. Im Jahr 1939 wurden westlich des 1935 angelegten Schießstandes 28 einfache Munitionsschuppen errichtet. Diese hatten den Krieg größtenteils überdauert. Auf dem Gelände lagerten eine große Menge Bauholz sowie rund 200 Notbetten. Die Stadtverwaltung beantragte am 5. September 1945 bei der amerikanischen Militärregierung die Überlassung der Gebäude zu Wohnzwecken, dem Antrag wurde am Folgetag stattgegeben. Die Gebäude bestanden jeweils nur aus einem einzelnen unbeheizbaren Raum mit üblicherweise zwei Türen und vier Fenstern. Für Wohnzwecke geeignet schienen 19 Gebäude mit einer Grundfläche von 9 × 6,50 Metern sowie drei Gebäude mit einer Grundfläche von 14,20 × 8,90 m. Unter Verwendung des vorhandenen Bauholzes sollten die Gebäude Holzfußböden erhalten und die kleineren in jeweils zwei Räume abgetrennt werden, wovon ein Raum als Wohnküche gedacht war. Die größeren Gebäude sollten in je eine Zwei- und eine Dreiraumwohnung abgeteilt werden. Die Baukosten würden durch die Verwaltung für Wehrmachtsgebäude rückerstattet werden.
Obwohl es weder genügend Wasser noch Strom gab und auch Türen und Fensterscheiben fehlten, waren die Hütten bereits im Sommer 1945 bewohnt, so dass sich der geplante Ausbau der Gebäude bis zum Winter 1945/46 verzögerte und auch dann aufgrund der Belegung nicht alle Ausbaupläne verwirklicht werden konnten. Bis zum Mai 1946 schloss die Stadt Mietverträge mit den Bewohnern von 22 Gebäuden. Im Juni 1946 erhielten die Gebäude Fenster, im Dezember 1946 hatte etwa die Hälfte der Gebäude verschließbare Türen erhalten, Strom wurde in alle Hütten erst im Jahr 1947 verlegt. Die soziale Zusammensetzung der Siedlungsbewohner beschrieb die Vertrauensfrau der evangelischen Frauenhilfe am 30. November 1947 wie folgt: Mehrere asoziale Familien sind darunter, die den Kindern böse Beispiele geben, aber auch sehr geordnete, achtbare Leute, die die Notlage tapfer auf sich nehmen.
Die Wasserversorgung der Siedlung erfolgte durch eine in der Nähe befindliche Quelle, für die 1939 eine einfache Brunnen- und Pumpanlage errichtet worden war, die den Wasserbedarf der einstigen Kantine auf dem Schießstand gedeckt hatte. Da die Quelle regelmäßig den Schießstand zu überschwemmen drohte, war 1942 eine Drainage errichtet worden, die jedoch zum Versickern eines Großteils des Quellwassers geführt hatte. Die reduzierte Wassermenge konnte den Bedarf der 170 in der Siedlung lebenden Menschen sowie weiterer 30 in der ehemaligen Kantine einquartierten, inzwischen beim städtischen Tiefbauamt beschäftigten ehemaligen Zwangsarbeiter nicht decken. Im Februar 1947 entsandte der Gemeinderat einen Wünschelrutengänger zum Aufspüren einer weiteren Quelle. Probebohrungen nach dessen Resultaten blieben jedoch ergebnislos. Man plante darauf die Zuführung von Wasser über eine 450 m lange Leitung von der alten Quelle, mit der man einen vorhandenen Löschwasserbehälter und zwei weitere Zapfstellen speisen wollte. Allerdings wurde diese Leitung nicht verwirklicht, so dass es für die gesamte Siedlung bei der einzigen Zapfstelle am Siedlungsrand blieb.
Die Gebäude hatten ursprünglich keine Abortanlagen. Die bereits vorhandenen Bewohner lehnten 1945 eine Schmälerung des ohnehin knappen Wohnraums durch den Einbau eines Aborts allesamt ab, verpflichteten sich jedoch im Gegenzug, selbst für die Errichtung von Aborthäuschen an ihren Unterkünften zu sorgen. Bis zum Januar 1947 entstanden 15 primitive Aborthäuschen, während einige Bewohner ihre Notdurft weiterhin im umliegenden Wald verrichteten. Das Gesundheitsamt bemängelte 1947 die hygienischen Verhältnisse und stellte einige Fälle von Krätze fest. An der mangelhaften Abortsituation änderte sich jedoch nichts.
Weil man die Wasserversorgung und die Hygiene in der Siedlung nicht wesentlich verbessern konnte, gleichzeitig aber auch die Amerikaner erwogen, das Gelände als Truppenübungsplatz zu beschlagnahmen, forcierte der Heilbronner Gemeinderat ab dem Frühjahr 1951 die Räumung der Siedlung. Allerdings mangelte es nach wie vor an Ersatzwohnraum, und die Amerikaner verzichteten im Dezember 1951 auf das Gelände, so dass die Siedlung fortbestand. Die Gebäude befanden sich inzwischen unter der Verwaltung der Bundesvermögensstelle Heilbronn, die die weitere Instandhaltung ablehnte, jedoch aus Geldmangel auch keine Ersatzwohnungen schaffen konnte. Aus Protest über die schlechten Lebensbedingungen stellten mehrere Bewohner die Mietzahlungen ein. Die Siedlung blieb dennoch für weitere zwei Jahrzehnte bewohnt. 1969 lebten noch rund 40 Personen in der Schweinsbergsiedlung. Die letzte Familie zog dort am 6. November 1971 aus. Danach wurden die letzten Gebäude abgerissen und die ehemalige Siedlungsfläche eingeebnet und waldwirtschaftlich genutzt.